# Sebastian Priaulx
Sebastian "Seb" Priaulx (Northampton, 18 januari 2001) is een Brits autocoureur. Hij is de zoon van Andy Priaulx, die eveneens autocoureur is.

## Carrière

### Vroege carrière
Priaulx kwam via zijn vader in aanraking met de autosport. Op achtjarige leeftijd begon hij zijn carrière in het karting. Aan het eind van 2015 stapte hij over naar de Ginetta Junior Winter Series. In 2016 reed hij in de hoofdklasse van het Ginetta Junior Championship voor het team JHR Developments. Hij behaalde zijn eerste zege op Silverstone en stond in vijf andere races op het podium. Met 380 punten werd hij zevende in het kampioenschap. Aan het eind van het jaar nam hij wederom deel aan de Ginetta Junior Winter Series, waarin hij met twee overwinningen kampioen werd.
In 2017 keerde Priaulx terug in het Ginetta Junior Championship met JHR. In het eerste weekend op Brands Hatch behaalde hij een overwinning, voordat hij op Thruxton Park, het Oulton Park Circuit en het Croft Circuit vijf achtereenvolgende races won. Na het zevende raceweekend werd JHR uit het kampioenschap geschort, waarop Priaulx overstapte naar HHC Motorsport. Hij behaalde hier nog een zege op Brands Hatch. Met 627 punten werd hij achter Tom Gamble, zijn voormalige teamgenoot bij JHR, tweede in de eindstand.

### Formuleracing
In 2018 stapte Priaulx over naar het formuleracing. Hij maakte zijn Formule 4-debuut in het Brits Formule 4-kampioenschap bij het TRS Arden Junior Racing Team. Al in het eerste raceweekend op Brands Hatch behaalde hij zijn eerste zege, en in het laatste weekend op hetzelfde circuit won hij zijn tweede race. In de rest van het seizoen eindigde hij nog zes keer op het podium. Met 275 punten werd hij zevende in het klassement.

### GT-racerij
In 2019 maakte Priaulx de overstap naar de GT-racerij. Hij nam dat jaar deel aan de GT4-klasse van het Britse GT-kampioenschap bij het team Multimatic Motorsports, waar hij met Scott Maxwell een Ford Mustang GT4 deelde. Hij behaalde twee overwinningen op Oulton Park en Donington Park en werd met 132,5 punten tweede in de eindstand. Het team kwam ook in aanmerking voor de Silver Cup, waarin deze ook als tweede eindigde. Aan het eind van het jaar nam hij deel aan de seizoensfinale van de Michelin Pilot Challenge op Road Atlanta. Samen met Austin Cindric won hij de race in de GS-klasse.
In 2020 reed Priaulx een volledig seizoen in de GS-klasse van de Michelin Pilot Challenge. In de eerste race deelde hij de auto met Cindric, voordat hij het grootste deel van het seizoen samen met Maxwell reed. Hij behaalde een podiumplaats op Road Atlanta en werd zo met 203 punten elfde in het eindklassement.
In 2021 stapte Priaulx over naar de Noord-Amerikaanse Porsche Carrera Cup, waarin hij in de Pro-klasse voor het team Kelly-Moss Road and Race reed. Hij kende een sterk seizoen met zes overwinningen: twee op Road Atlanta en de Indianapolis Motor Speedway en een op de Sebring International Raceway en de Virginia International Raceway. Met 371 punten werd hij overtuigend gekroond tot kampioen in de klasse. Als prijs mocht hij meedoen aan de Porsche Junior Shootout, waaruit een coureur zou worden gekozen die gratis aan de Porsche Supercup deel mocht nemen.
Voorafgaand aan het seizoen 2022 werd Priaulx benoemd tot BRDC Superstar, waardoor hij dat seizoen van de British Racing Drivers' Club financiële steun zou krijgen. Hij maakte dat jaar zijn debuut in de LMGTE Am-klasse van het FIA World Endurance Championship bij het team Dempsey-Proton Racing, waar hij de auto met Harry Tincknell en teambaas Christian Ried deelde. De inschrijving behaalde twee overwinningen in de 6 uur van Spa-Francorchamps en de 6 uur van Monza. In de rest van het seizoen werden echter geen podiumplaatsen behaald en het trio werd met 83 punten zesde in het kampioenschap. Priaulx nam dat jaar tevens deel aan de 24 uur van Daytona, de 24 uur van Spa-Francorchamps en de Petit Le Mans. In Daytona werd hij tweede in de LMP3-klasse, terwijl hij in Petit Le Mans als tweede in de GTD-klasse eindigde.
In 2023 stapte Priaulx over naar het IMSA SportsCar Championship, waarin hij voor het AO Racing Team in de GTD-klasse reed. P. J. Hyett was zijn vaste teamgenoot; tijdens het seizoen stapten Tincknell en Gunnar Jeannette in als extra coureurs voor de langere races. Een zesde plaats op Virginia was zijn beste resultaat, waardoor hij met 2245 punten veertiende in de eindstand werd.